# Condado de Santa Cruz de la Sierra
El condado de Santa Cruz de la Sierra es un título nobiliario español creado el 4 de diciembre de 1635 por el rey Felipe IV de España a favor de Baltasar de Chaves y Mendoza. Debe su nombre al municipio extremeño de Santa Cruz de la Sierra.

## Condes de Santa Cruz de la Sierra
|                                  | Titular                                                         | Periodo                          |
| Creación por Felipe IV de España | Creación por Felipe IV de España                                | Creación por Felipe IV de España |
| -------------------------------- | --------------------------------------------------------------- | -------------------------------- |
| I                                | Baltasar de Chaves y Mendoza                                    | 1635-1669                        |
| II                               | Juan de Chaves y Chacón                                         | 1669-1696                        |
| III                              | Joaquín López de Zúñiga y Chaves                                | 1696-1725                        |
| IV                               | Antonio de Zúñiga y Chaves                                      | 1725-1765                        |
| V                                | Pedro de Alcántara López de Zúñiga y Chaves                     | 1765-1790                        |
| VI                               | María del Carmen Josefa López de Zúñiga Chaves y Velasco Zúñiga | 1790-1829                        |
| VII                              | Eugenio Portocarrero y Palafox                                  | 1829-1834                        |
| VIII                             | Cipriano de Palafox y Portocarrero                              | 1834-1839                        |
| IX                               | María Eugenia de Guzmán y Portocarrero                          | 1839-1920                        |
| X                                | Jacobo Fitz-James Stuart y Falcó                                | 1921-1953                        |
| XI                               | Cayetana Fitz-James Stuart y Silva                              | 1954-2014                        |
| XII                              | Carlos Fitz-James Stuart y Martínez de Irujo                    | 2015-actual titular              |

## Historia de los condes de Santa Cruz de la Sierra
- Baltasar de Chaves Mendoza (m. 1669), I conde de Santa Cruz de la Sierra, I vizconde de la Calzada,[2][3] regidor perpetuo de Carcagente y caballero de la Orden de Santiago.[3]

Era hijo de Juan de Chaves y Mendoza (m. Madrid, 1640), trece de la Orden de Santiago, oidor de la Real Chancillería de Granada, gobernador de los Consejo de las Órdenes y del Consejo Real de Castilla y señor de Mangada, Mohevillas y la Casa de la Calzada en Trujillo, y de su esposa María Paulina Pacheco de Chaves.
Casó con Mariana de Velasco y Osorio (m. 21 de febrero de 1702), V marquesa de Salinas del Río Pisuerga.  Sin descendencia, sucedió su sobrino, hijo de su hermano, Melchor de Chaves y Mendoza, y de Isabel Chacón y Mendoza, IV condesa de Casarrubios del Monte.
- Juan de Chaves Chacón (m. Madrid, 29 de marzo de 1696), II conde de Santa Cruz de la Sierra,[4] II vizconde de la Calzada, V conde de Casarrubios del Monte,[4]  y presidente de la Casa de la Contratación.

Casó, el 10 de octubre de 1669, en el Palacio Real de Madrid, con Ana María de Zúñiga Avellaneda y Bazán (m. 6 de octubre de 1700), X marquesa de La Bañeza, XI vizcondesa de los Palacios de la Valduerna, XI condesa de Miranda del Castañar, VII duquesa de Peñaranda de Duero, tres veces grande de España, VII marquesa de Valdunquillo y VIII marquesa de Mirallo.
- Joaquín López de Zúñiga y Chaves (Madrid, 20 de julio de 1670-28 de diciembre de 1725), III conde de Santa Cruz de la Sierra,[8] III vizconde de la Calzada, XI marqués de La Bañeza,[8] XII vizconde de los Palacios de la Valduerna, XII conde de Miranda del Castañar,[6] VIII duque de Peñaranda de Duero,[7] dos veces grande de España, VIII marqués de Valdunquillo, IX marqués de Mirallo y VI conde de Casarrubios del Monte.[8]

Casó en primeras nupcias, el 27 de enero de 1695, con Isabel Rosa de Ayala Zúñiga y Fonseca (m. 1717) y en segundas nupcias, alrededor de 1720, con Manuela Cardeña Aguilera. Sucedió su hijo del primer matrimonio:
- Antonio de Zúñiga y Chaves (Madrid, 20 de junio de 1698-Madrid, 28 de agosto de 1765), IV conde de Santa Cruz de la Sierra,[8] V vizconde de la Calzada,[8] XIII marqués de La Bañeza,[8] XIII vizconde de los Palacios de Valduerna,[8] XIII conde de Miranda del Castañar,[6] IX duque de Peñaranda de Duero,[7] dos veces grande de España, IX marqués de Valdunquillo, X marqués de Mirallo y VII conde de Casarrubios del Monte.[8]

Casó, el 10 de noviembre de 1726, con María Teresa Pacheco Téllez-Girón y Toledo (m. 1755). Sucedió
- Pedro de Alcántara López de Zúñiga y Chaves (m. 27 de marzo de 1790), V conde de Santa Cruz de la Sierra,[10] XIV conde de Miranda del Castañar,[11] X duque de Peñaranda de Duero, XIV marqués de La Bañeza, XIV vizconde de los Palacios de la Valduerna, X marqués de Valdunquillo, XI marqués de Mirallo, VIII conde de Casarrubios del Monte y V conde de Santa Cruz de la Sierra.[10]

Casó el 10 de marzo de 1763, con Ana Fernández de Velasco y Pacheco (m. 1788). Sucedió su hija:
- María del Carmen Josefa López de Zúñiga Chaves y Velasco (m. 4 de noviembre de 1829), VI condesa de Santa Cruz de la Sierra,[10] XV condesa de Miranda del Castañar,[11] XI duquesa de Peñaranda de Duero, XVI marquesa de La Bañeza, XV vizcondesa de los Palacios de la Valduerna, XI marquesa de Valdunquillo, XII marquesa de Mirallo, IX condesa de Casarrubios del Monte, XV marquesa de Moya y I condesa de San Esteban de Gormaz.[10]

Caso en primeras nupcias con Pedro de Alcántara Álvarez de Toledo y Gonzaga y en segundas nupcias con José Martínez Yanguas. Sucedió su sobrino, nieto del XIII conde de Miranda del Castañar, hijo de María Francisca de Guzmán y Portocarrero —hija de María Josefa Chaves-Chacón y Pacheco, y de su esposo Cristóbal Pedro Portocarrero y Guzmán, VI marqués de Valderrabano—,y de su esposo, Felipe Antonio José de Palafox Centurión Croy D'Havre.
- Eugenio Portocarrero y Palafox (12 de febrero de 1773-18 de julio de 1834), VII conde de Santa Cruz de la Sierra,[12] XVI conde de Miranda del Castañar,[11] VII conde de Montijo,[13] XII duque de Peñaranda de Duero, XVII marqués de La Bañeza, XVI vizconde de los Palacios de la Valduerna, XII marqués de Valdunquillo, XIII marqués de Mirallo, X conde de Casarrubios del Monte, VII conde de Santa Cruz de la Sierra, XVI marqués de Moya, XXX conde de San Esteban de Gormaz, VIII marqués de Valderrábano, VI conde de Fuentidueña, XII marqués de la Algaba, VII marqués de Osera, VI marqués de Castañeda, X conde de Baños, XVII conde de Teba, XVI marqués de Ardales, VII conde de Ablitas y VIII vizconde de la Calzada.[12]

Casó en 1792 con María Ignacia Idiáquez y Carvajal. Sin descendencia, sucedió su hermano:

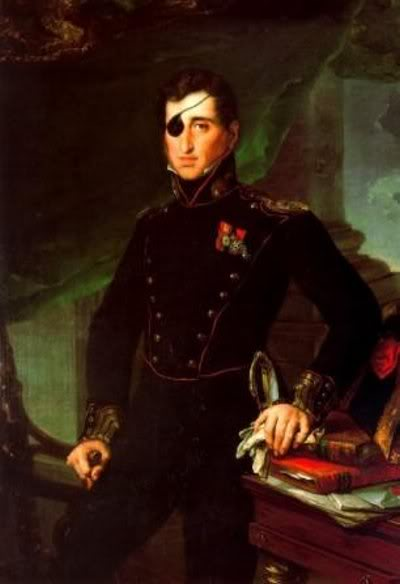
XVIII marqués de La Bañeza

- Cipriano Portocarrero y Palafox (m. 15 de marzo de 1839), VIII conde de Santa Cruz de la Sierra,[14] IX vizconde de la Calzada, XVIII marqués de La Bañeza, XVII vizconde de los Palacios de la Valduerna, XVII conde de Miranda del Castañar, VIII conde de Montijo,[13] XIII duque de Peñaranda de Duero,[7]  VII marqués de Castañeda, XI conde de Baños,[13] cinco veces grande de España, XIII marqués de Valdunquillo, XIV marqués de Mirallo, XI conde de Casarrubios del Monte, XVII marqués de Moya, XXI conde de San Esteban de Gormaz, IX marqués de Valderrábano, VII conde de Fuentidueña, XII marqués de la Algaba, VIII marqués de Osera, VIII conde de Ablitas, X marqués de Fuente el Sol XVIII conde de Teba, XVII marqués de Ardales, X conde de Mora, prócer del reino y senador por Badajoz.[14]

Contrajo matrimonio el 15 de diciembre de 1817 con María Manuela Kirkpatrick y Grevignée (m. 1879). Sucedió su hija:
- María Eugenia de Guzmán y Portocarrero (Granada, 5 de mayo de 1826-Madrid, 11 de julio de 1920), IX condesa de Santa Cruz de la Sierra,[14] IX condesa de Santa Cruz de la Sierra, XII condesa de Baños, grande de España, XVIII marquesa de Moya, XIX condesa de Teba, XVIII marquesa de Ardales, IX marquesa de Osera, IX condesa de Ablitas y XII condesa de Mora.[14]

Casó el 29 de enero de 1853, en París, con Carlos Luis Napoleón Bonaparte, presidente de la república francesa y emperador de Francia. Su único hijo, Napoleón Eugenio Luis Bonaparte falleció sin descendencia el 1 de junio de 1879.  Sucedió su sobrino nieto:
- Jacobo Fitz-James Stuart y Falcó (Madrid, 17 de octubre de 1878-Lausana, 24 de septiembre de 1953), X conde de Santa Cruz de la Sierra,[16][17] XII vizconde de la Calzada, XX conde de Miranda del Castañar,[11] XVII duque de Alba,[18] etc., ministro de estado e Instrucción Pública, director de la Real Academia de la Historia, embajador en Londres y caballero del Toisón de Oro.[18]

Casó el 7 de octubre de 1920 con María del Rosario de Silva y Gurtubay. Sucedió su hija en 1954:
- Cayetana Fitz-James Stuart (Madrid, 28 de marzo de 1926-Sevilla, 20 de noviembre de 2014), XI condesa de Santa Cruz de la Sierra,[b][20][16] XIII vizcondesa de la Calzada,[16] XXI condesa de Miranda del Castañar,[11] XVIII duquesa de Alba, etc.

Casada en primeras nupcias con Luis Martínez de Irujo y Artázcoz (1919-1972). En segundas nupcias se casó con Jesús Aguirre y Ortiz de Zárate (1934-2001). Contrajo un tercer matrimonio con Alfonso Díez Carabantes (n. 1950).  Sucedió su hijo del primer matrimonio:
- Carlos Fitz-James Stuart y Martínez de Irujo (n. Madrid, 2 de octubre de 1948), XII conde de Santa Cruz de la Sierra,[21] XIV vizconde de la Calzada,[21] XXII conde de Miranda del Castañar,[11] XIX duque de Alba, etc.

Casó el 18 de junio de 1988 con Matilde de Solís-Beaumont y Martínez Campos, padres de Fernando Fitz-James Stuart y Solís y Carlos Fitz-James Stuart y Solís.